# Courcelles-de-Touraine
Courcelles-de-Touraine is een gemeente in het Franse departement Indre-et-Loire (regio Centre-Val de Loire) en telt 325 inwoners (1999). De plaats maakt deel uit van het arrondissement Tours.

## Geografie
De oppervlakte van Courcelles-de-Touraine bedraagt 24,8 km², de bevolkingsdichtheid is 13,1 inwoners per km².
De onderstaande kaart toont de ligging van Courcelles-de-Touraine met de belangrijkste infrastructuur en aangrenzende gemeenten.

## Demografie
Onderstaande figuur toont het verloop van het inwonertal (bron: INSEE-tellingen).